# シモン・ジュルコフスキ
シモン・ピョートル・ジュルコフスキ（Szymon Piotr Żurkowski、1997年9月25日 - ）は、ポーランド・ティヒ出身のサッカー選手。ポーランド代表。エンポリFC所属。ポジションはMF。

## 経歴

### クラブ
2014年にアマチュアクラブのグワレク・ザブジェでキャリアをスタートさせ、2016年の夏にグールニク・ザブジェへと移籍した。
2019年1月28日、セリエAのACFフィオレンティーナに移籍し、4年半契約を結んだ。また、2018-19シーズン終了まではグールニク・ザブジェでプレーすることも合わせて発表された。
2020年1月30日、セリエBに所属していたエンポリFCにシーズン終了までレンタル移籍をした。同年9月1日、レンタル期間を2021-22シーズン終了後まで延長することが決定した。
2023年1月12日、スペツィア・カルチョに買取り義務付きのレンタル移籍で加入した。
2024年1月9日、再びエンポリに買い取りオプション付きのレンタル移籍で加入した。

### 代表
2019年、U-21ポーランド代表の一員としてUEFA U-21欧州選手権2019に出場した。
2022年3月24日、スコットランド代表との親善試合にて、先発出場したことでポーランド代表デビューを果たした。

## 代表歴

### 出場大会
- ポーランド代表
  - 2022 FIFAワールドカップ

### 試合数
- 国際Aマッチ 7試合 0得点（2022年）[10]

| ポーランド代表 | 国際Aマッチ | 国際Aマッチ |
| 年             | 出場        | 得点        |
| -------------- | ----------- | ----------- |
| 2022           | 7           | 0           |
| 通算           | 7           | 0           |